# Śniadowo (województwo podlaskie)
Śniadowo – wieś w Polsce położona w województwie podlaskim, w powiecie łomżyńskim, w gminie Śniadowo.
Siedziba gminy Śniadowo. Dawniej miasto; uzyskało lokację miejską przed 1775 rokiem, zdegradowane w 1870 roku.
Leżało w ziemi łomżyńskiej historycznego Mazowsza.
| SIMC    | Nazwa    | Rodzaj    |
| ------- | -------- | --------- |
| 0408617 | Milewek  | część wsi |
| 0408623 | Przytuły | część wsi |

## Historia
Pierwotna nazwa miejscowości brzmiała Smłodowo lub Smołodowo.
Wieś szlachecka Smłodowo położona była w drugiej połowie XVI wieku w powiecie łomżyńskim ziemi łomżyńskiej. W latach 1921–1939 wieś leżała w województwie białostockim, w powiecie łomżyńskim, w gminie Śniadowo.
Według Powszechnego Spisu Ludności z 1921 roku wieś zamieszkiwało 869 osób, 482 było wyznania rzymskokatolickiego, 1 prawosławnego a 386 mojżeszowego. Jednocześnie 539 mieszkańców zadeklarowało polską przynależność narodową, 329 żydowską a 1 rosyjską. Było tu 97 budynków mieszkalnych. Miejscowość należała do miejscowej parafii rzymskokatolickiej. Podlegała pod Sąd Grodzki i Okręgowy w Łomży; mieścił się tu również urząd pocztowy.
W latach 30. XX wieku nastąpił bojkot żydowskich sklepów. Chuligani niszczyli również stoiska na miejscowym targu. 1 listopada 1936 i 7 marca 1938 wybuchły zamieszki antyżydowskie. Społeczność żydowska posiadała w miasteczku synagogę przy Rynku i dom modlitwy przy ul. Bożniczej oraz kirkut.
W dniach 3–7 września 1939 r. w Śniadowie stacjonowało Dowództwo Samodzielnej Grupy Operacyjnej „Narew”. W wyniku napaści ZSRR na Polskę we wrześniu 1939 miejscowość znalazła się pod okupacją sowiecką. Od czerwca 1941 roku pod okupacją niemiecką. Od 22 lipca 1941 do 1945 włączona w skład Kreisskomissariat Lomscha, Bezirk Bialystok III Rzeszy.
W 1941, po zajęciu Śniadowa, Niemcy zamordowali około 50 osób pochodzenia żydowskiego. Utworzyli również getto przy ul. Łomżyńskiej. W listopadzie 1942 śniadowskich Żydów wywieziono do obozu zbiorczego w Zambrowie, a następnie w styczniu 1943 do niemieckiego obozu zagłady Auschwitz-Birkenau.
W latach 1975–1998 miejscowość administracyjnie należała do województwa łomżyńskiego.
12 maja 2001 r. zostało podpisane porozumienie o współpracy między gminą Śniadowo a gminą Marklkofen.

## Gospodarka
- Prefbet Śniadowo – przedsiębiorstwo produkcji betonu komórkowego, utworzone w 1968 roku. 30 czerwca 1992 sprywatyzowane, a udziałowcami zostali w 100% pracownicy przedsiębiorstwa. W ciągu ostatnich 8 lat[kiedy?] zarząd przeznaczył na inwestycje ponad 10 mln zł. W zakładzie uruchomiono m.in. oczyszczalnię ścieków, instalację odsiarczania spalin i zamknięty obieg wody technologicznej.
- Agro-Rolnik – Przedsiębiorstwo Zaopatrzenia Rolniczego (sklep, stacja paliw).

## Zabytki i inne obiekty
- Kościół pw. Wniebowzięcia NMP, zbudowany w 1912 r.,
- Głaz granitowy z herbem Śniadowa – Ślepowronem, postawiony na rynku w połowie lat 90. XX wieku,
- Pomnik papieża Jana Pawła II, odsłonięty 16 października 2005,
- Cmentarz parafialny,
- Dworzec kolejowy.

## Oświata
- Szkoła Podstawowa im. 3 Pułku Strzelców Konnych
- Gminne Przedszkole.

## Media
- Od października 2003 roku Gmina Śniadowo wydaje miesięcznik pod nazwą: Nasza Gmina.
- Od września 2007 w Gminie Śniadowo ukazuje się miesięcznik „OKNO NA POWIAT”.

## Religia
- Kościół Wniebowzięcia Najświętszej Maryi Panny, który jest siedzibą parafii Wniebowzięcia NMP.

## Sport
- LUKS PREFBET – powstał 19 listopada 1999 przy Gimnazjum w Śniadowie. Później działał przy Zespole Szkolno-Przedszkolnym w Śniadowie.
- KS Śniadowo – powstał 14 lipca 2003. Drużyna piłkarska została zgłoszona do rozgrywek klasy B Związku Piłki Nożnej w sezonie 2003/04. Później grał w rozgrywkach IV Ligi.

## Śniadowo w literaturze
Henryk Sienkiewicz tak opisywał pobyt tu Babinicza:

Wszyscy trzej wodzowie nie wiedzieli dobrze, gdzie w tej chwili jest Babinicz, bo od chłopów nie podobna się było dowiedzieć, rajtarowie zaś nie umieli chwytać Tatarów. Przypuszczał jednak Duglas, że główna siła Babinicza stoi w Śniadowie i chciał ją otoczyć tak, aby jeśli Babinicz ruszy na księcia Bogusława, zajść mu od granicy litewskiej i przeciąć odwrót. Wszystko zdało się sprzyjać szwedzkim zamiarom. Kmicic istotnie był w Śniadowie i zaledwie doszła go wiadomość o Bogusławowym podjeździe zapadł natychmiast w lasy, aby niespodzianie wynurzyć się pod Czerwinem.

## Osoby związane ze Śniadowem
- Ignacy Bruliński (1801–1875) – urzędnik, urodzony w Milewku, będącym obecnie częścią Śniadowa
- Ryszard Okniński (1848–1925) – malarz, urodzony w Śniadowie